# Aljaksej Kul'bakoŭ
Aljaksej Kul'bakoŭ (in bielorusso Аляксей Кульбакоў?; Homel', 27 dicembre 1979) è un arbitro di calcio bielorusso.

## Carriera
Intrapresa la carriera arbitrale all'età di 16 anni, Kul'bakoŭ scala ben presto le categorie nazionali fino ad arrivare nel 2003 a dirigere la sua prima partita in massima serie bielorussa.
Con decorrenza dal 1º gennaio 2006 è nominato internazionale Pochi mesi dopo, viene subito selezionato dall'UEFA per il Campionato europeo di calcio Under-17 2006, in programma in Lussemburgo. Nell'occasione dirige due partite della fase a gironi e la finale per il terzo posto. Nel settembre 2007 arriva il debutto in una gara tra nazionali maggiori: dirige Cipro - San Marino terminata 3-0 e valida per le qualificazioni ad Euro 2008. A partire dalla stagione sportiva 2009-2010, dirige stabilmente nei gironi di Europa League. Nel luglio 2013 viene selezionato dall'UEFA per un altro torneo giovanile, dopo l'esperienza del 2006, e cioè il Campionato europeo di calcio Under-19 2013. Nella circostanza, viene designato per due sfide della fase a gironi, e successivamente ottiene la designazione per la finale, tra Serbia e Francia. Nel febbraio 2014 fa il suo esordio nella fase ad eliminazione diretta dell'Europa League, venendo designato per un sedicesimo di finale. Nel dicembre 2014 esordisce nella fase a gironi della UEFA Champions League, dirigendo una gara della sesta giornata tra i portoghesi del Benfica e i tedeschi del Bayer Leverkusen. Nel marzo del 2016 è selezionato ufficialmente come Quarto ufficiale in vista dell'Europeo 2016. Selezionato ufficialmente per gli europei under 21 del 2019 in Italia e San Marino.

### Fonti
- Sito della FIFA, su FIFA.com.
- Sito della UEFA, su UEFA.com.
- Profilo su wordfootball.net, su ita.worldfootball.net.
- Profilo da WorldReferee, su worldreferee.com. URL consultato il 31 luglio 2013 (archiviato dall'url originale il 10 ottobre 2012).
- Elenco degli incontri diretti da WorldReferee, su worldreferee.com. URL consultato il 31 luglio 2013 (archiviato dall'url originale l'8 agosto 2014).